# Rajarata

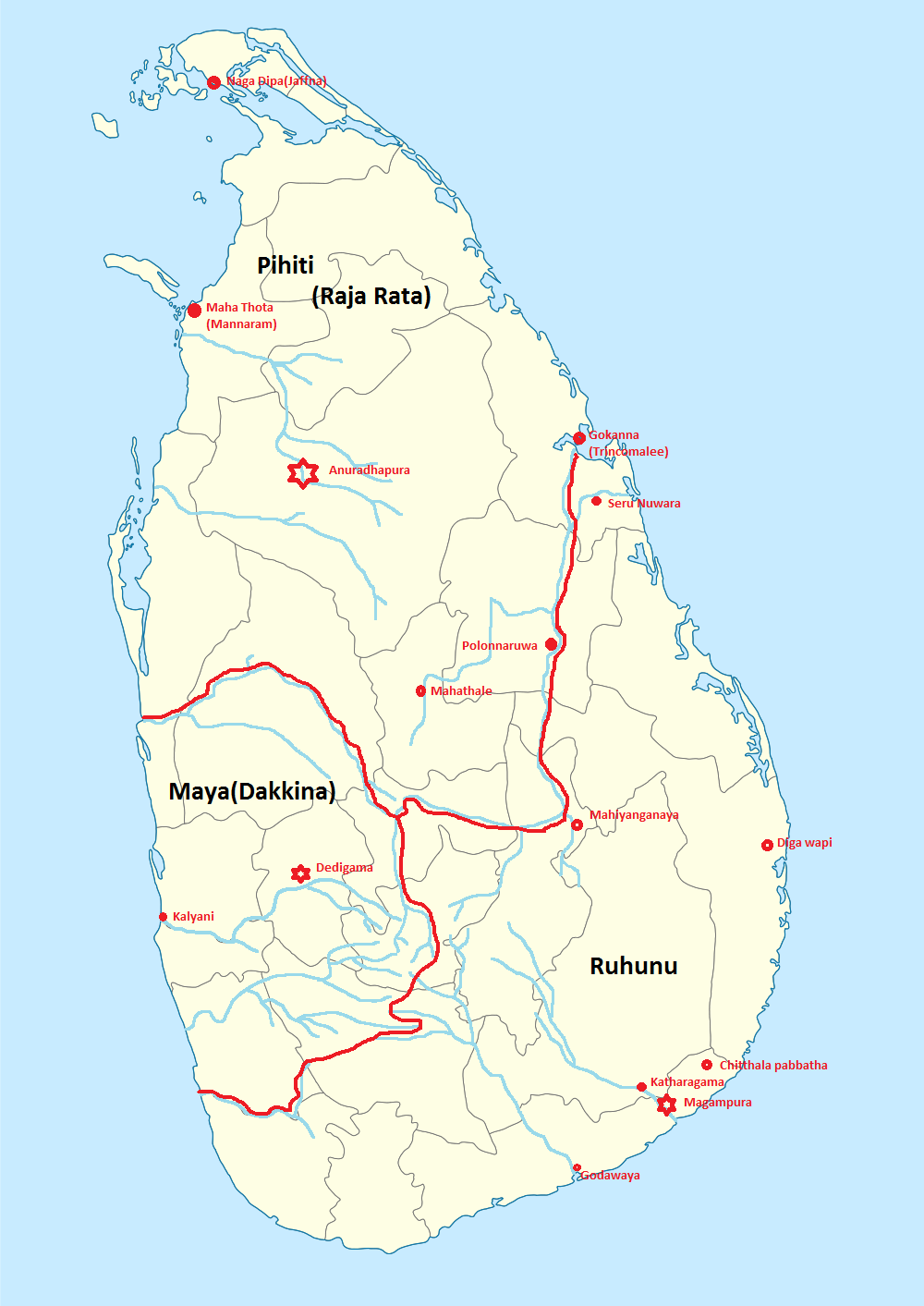
Les tres regions reials de Ceilan

Raja Rata (o Rajarata) o Pihitti Rata (o Pihiti Rata) fou una divisió històrica de Ceilan (segles VI aC a XIII) formada per aproximadament la meitat nord de l'illa. Raja Rata vol dir "país dels reis" i es deia així perquè en ella estava situada la capital del regne; "Rata" (a vegades ratta) és la forma pali de Rachtra que vol dir país/terra.
Raja Rata limitava al sud amb els rius Mahaweli Ganga (conegut també com a Great Sandy, nascut al Pic d'Adam) i Deduru Oya (que neix a l'altiplà central i corre cap a l'oest fins a Chilaw). Les successives capitals de Raja Rata foren Tambapanni, Upatissa Nuwara, Anuradhapura, Sigiriya i Polonnaruwa. Raja Rata estava sota domini directe de la corona mentre altres dues regions a la meitat sud de l'illa (Malaya Rata o Mayarata i Ruhunu Rata o Ruhunurata, eren per branques de la família reial). El regne de Rajarata es va acabar el 1215 amb la invasió de Kalinga Magha, suposat príncep del Regne de Kalinga, el 1215.